# Charles Wyville Thomson
Pour les articles homonymes, voir Charles Thomson.
Sir Charles Wyville Thomson, né le 5 mars 1830 à Linlithgow en Écosse et mort le 10 mars 1882, est un naturaliste écossais.

## Biographie
Il participe à deux expéditions (Lightning, 1868 et Procurpine, 1869) destinées à étudier la vie sous-marine de 1868 à 1870 et démontre que la vie est abondante à des profondeurs que l’on estimait alors incompatibles avec la survie d’organismes. Il effectue ainsi toute une série de dragage entre l'Écosse et les îles Féroé et mesure des températures qui amènent à la découverte du seuil qui porte son nom, limite des températures entre l'océan Arctique et l'océan Atlantique. Il décrit les résultats de ses observations dans The Depths of the Sea (1873). Il dirige la partie scientifique de l'expédition du Challenger qui parcourt plus de 120 000 km autour du monde entre 1873 et 1876. Il est anobli à son retour et est nommé directeur de la commission chargée d’étudier les spécimens récoltés durant ce voyage. Il fait paraître en 1877 The Voyage of the Challenger .
L'un des sommets des îles Kerguelen porte son nom : le Mont Wyville Thomson (937 m), point culminant de la presqu'île Ronarc'h.